# Didemnum inaequilobatum
Didemnum inaequilobatum is een zakpijpensoort uit de familie van de Didemnidae. De wetenschappelijke naam van de soort is voor het eerst geldig gepubliceerd in 1908 door Daumezon.